# Per Francke
Per Erik Sigfrid Francke, född 15 februari 1920 i Långaryds församling, Jönköpings län, död 26 december 2000 i Stockholm, var en svensk redaktör.
Francke, som var son till mekaniker Olof Francke och Olga Jönsson, studerade vid Viskadalens folkhögskola 1944 och vid LO-skolan vid Brunnsviks folkhögskola 1945. Han blev redaktionschef vid Ny Dag 1958, var tidningens chefredaktör 1964–1973 och informationssekreterare i Vänsterpartiet kommunisterna 1973–1986.